# Segreto professionale
Il segreto professionale indica un obbligo normativo a carico di alcune figure professionali di non rivelare o pubblicizzare informazioni, delle quali esse siano a conoscenza, per motivi di lavoro, per le quali vi è imposto uno specifico obbligo di segretezza.
Può riguardare il libero professionista, il lavoratore subordinato o anche il dipendente pubblico, e spesso è tanto un obbligo deontologico oltre che giuridico.

## Tipologie di segreto professionale vigenti
Il "segreto" può essere di diverse tipologie:
- segreto aziendale, inerente informazioni riguardanti l'azienda, sia dal punto di vista economico che normativo;
- segreto industriale: riguardante quelle notizie e informazioni dell'impresa che possono essere conosciute soltanto da alcuni dei dipendenti, in virtù delle specifiche funzioni e mansioni che sono state assegnate loro dal datore di lavoro;
- segreto professionale: al quale sono tenuti i liberi professionisti in base a specifiche disposizioni normative;
- il segreto d'ufficio.

## Ambito di applicazione

### Lavoro subordinato
Esso sottende a un divieto gravante sul lavoratore subordinato a tutela dell'interesse del datore di lavoro a mantenere la capacità competitiva della propria attività economica organizzata (impresa).
L'obbligo di segreto è un obbligo cosiddetto "di protezione" fondato sul dovere di fedeltà del lavoratore previsto (come ad esempio previsto dall'art. 2105 del codice civile italiano. Per "obbligo di segreto" si intende il divieto per ciascun lavoratore di divulgare o utilizzare notizie e informazioni attinenti all'organizzazione e ai metodi di produzione dell'impresa da cui dipende.

### Libera professione
In quest'area il segreto professionale indica l'obbligo, per un professionista, di mantenere la riservatezza su dati sensibili di cui viene a conoscenza in virtù della propria attività professionale. Per esempio, il segreto professionale vincola i medici e gli operatori sanitari a non divulgare informazioni sulla salute dei propri pazienti.

I vari codice deontologici professionali disciplinano quest'aspetto.
Ad esempio il medico deve mantenere il segreto su tutto ciò che è affidato a lui e può conoscere in virtù della sua attività. In ambito medico il segreto professionale può essere infranto quando:
- Il paziente autorizza
- Per giusta causa:
  - Sotto autorità giudiziaria
  - Comunicazioni al medico curante[senza fonte]

Le conseguenze in ambito civile della violazione del segreto professionale possono includere la radiazione da un albo professionale.
Il segreto professionale è riconosciuto anche ai giornalisti sin dalla legge di istituzione dell'Ordine (l. 69 del 3 febbraio 1963) ed è stato recepito nel Codice penale italiano nel 1988. Rispetto alla libera professione vi è una differenza: «diversamente dagli avvocati, dai medici e dai ministri del culto, il magistrato può ordinare loro di indicare la fonte se ciò è indispensabile ai fini della prova».

## Sanzioni
L'eventuale violazione del "segreto professionale o industriale" ha conseguenze sanzionatorie sia sul piano civile, sia sul piano penale.
La legislazione italiana ad esempio definisce il concetto di segreto professionale e indica la violazione di tale segreto come reato nell'articolo 622 del codice penale. La pena prevista per questo reato può variare da una sanzione pecuniaria a un anno di reclusione. Il reato si applica a chiunque riveli un segreto professionale senza giusta causa, ed è punibile solo se questa violazione avviene per dolo, per trarne un profitto illecito, o anche semplicemente se questa violazione è tale da causare potenzialmente danno al titolare del segreto rivelato.

## Deroghe
La normativa prevede anche una serie di giuste cause che possono giustificare la divulgazione di informazioni coperte da segreto professionale (per esempio denunce obbligatorie, perizie, consulenze, referti).